# الکساندرا آیوآنوویچی
الکساندرا آیوآنوویچی (به انگلیسی: Alexandru Ioanovici) (زادهٔ ۳۰ مارس ۱۹۷۴) شناگر اهل رومانی است.